# Rivière Boivin (vattendrag i Kanada, lat 48,54, long -70,46)
Rivière Boivin är ett vattendrag i Kanada.   Det ligger i provinsen Québec, i den östra delen av landet, 500 km nordost om huvudstaden Ottawa.
I omgivningarna runt Rivière Boivin växer i huvudsak blandskog. Trakten runt Rivière Boivin är nära nog obefolkad, med mindre än två invånare per kvadratkilometer.